# Summer Sanders
Summer Elisabeth Sanders (Roseville, Kalifornija, 13. listopada 1972.) je bivša američka plivačica.
Dvostruka je olimpijska pobjednica u plivanju, a 2002. godine primljena je u Kuću slavnih vodenih sportova.